# Vliet (Nord)
Pour la rivière néerlandaise de la Hollande-Méridionale, voir Vliet (rivière).

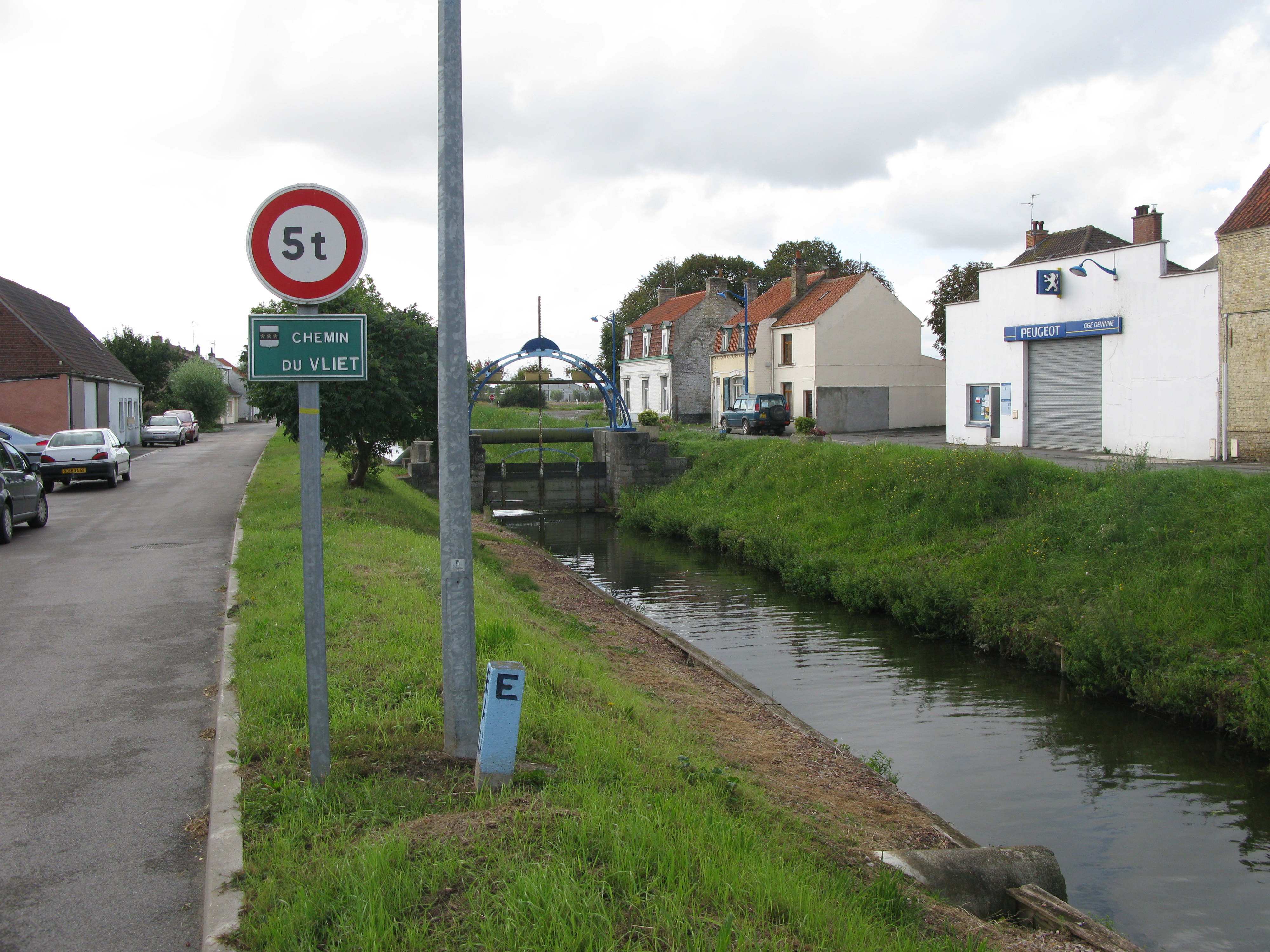
Le Vliet à Coppenaxfort.

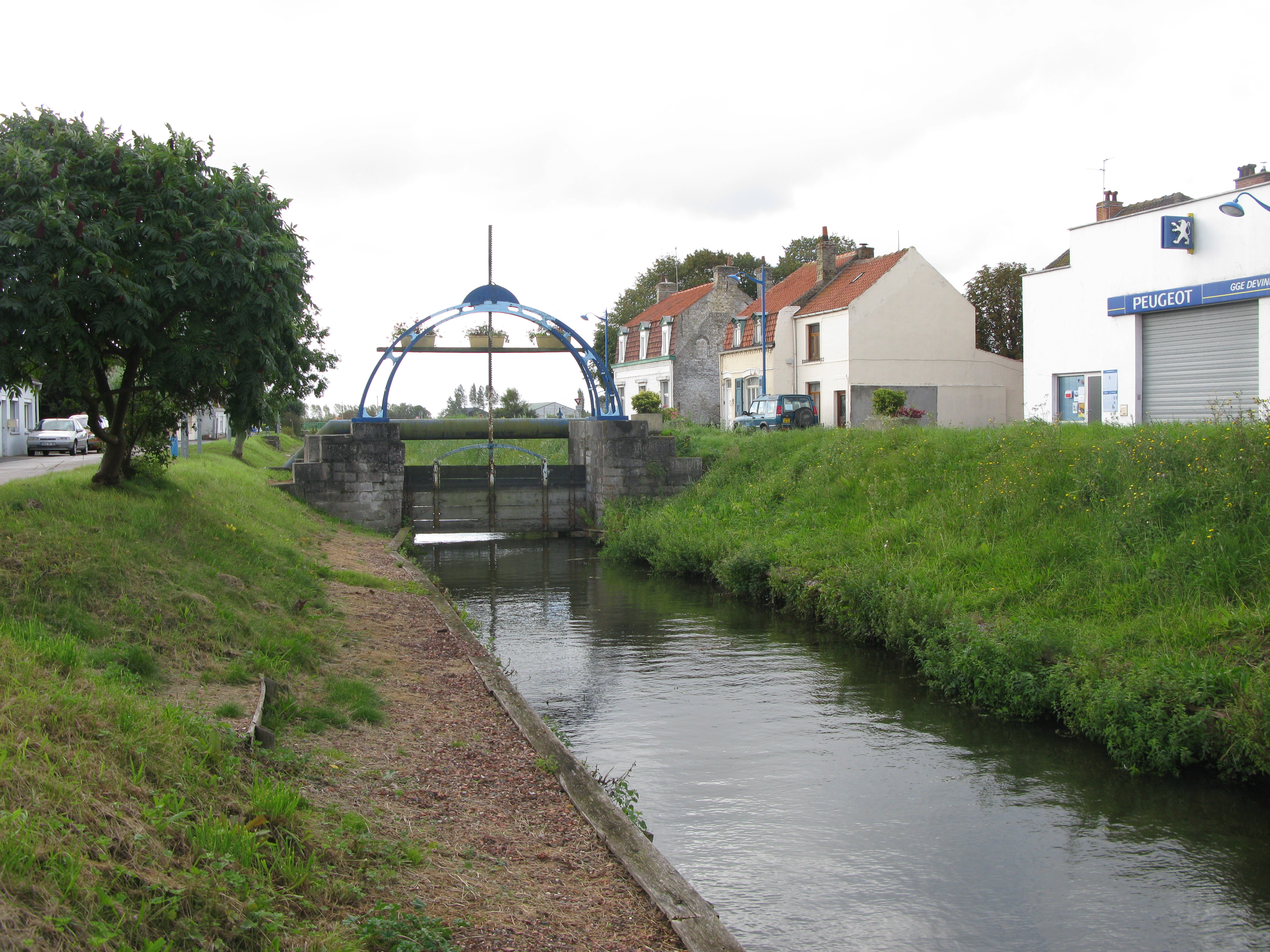
Autre vue du Vliet.

Le Vliet est un cours d'eau du département français du Nord qui coule à quelques kilomètres au sud-ouest de Dunkerque. Il conflue de nos jours avec le canal de Bourbourg au village de Coppenaxfort, qui divise le Vliet entre une partie ancienne (en amont) et une partie intégrée au canal (en aval).

## Géographie

### Cours actuel du Vliet
À Coppenaxfort, village qui dépend de trois communes (Bourbourg, Brouckerque et Craywick), le Vliet conflue avec le canal de Bourbourg, voie d'eau artificielle venant de l'Aa quelques kilomètres à l'ouest, sur la rive gauche (sud) du canal.
Le canal, dont une partie des eaux vient du Vliet, se dirige ensuite vers Dunkerque au nord-est, mais avant Grande-Synthe, il est séparé en deux branches dont l'une (la dérivation de Mardyck) remonte directement vers le nord, rejoignant le port occidental de Dunkerque (quartier de Mardyck), en communication avec la mer du Nord.
En amont de Coppenaxfort, le cours (très étroit) du Vliet est longé par deux routes appelées « chemin du Vliet » sur la rive droite et « VC 6 dit chemin du Vliet » sur la rive gauche. Sa direction est sud-sud-ouest jusqu'à un camping appelé Les Prairies de Colme. Le Vliet prend alors une direction franchement ouest, longé par la « rue du Vliet » en rive droite et toujours le « VC6 » en rive gauche. Il atteint la D46, qui relie Bourbourg à Cappelle-Brouck, au lieudit Quaedhove et n'est plus mentionné au-delà de ce point.

### Communes traversées
Le lieudit Quaedhove, sur la D46, fait partie de la commune de Bourbourg, mais est limitrophe de Cappelle-Brouck. Le Vliet constitue en effet à l'est de ce lieudit la limite entre Bourbourg et Cappelle-Brouck (avec notamment le lieudit « La Haute Planche »), puis quand il part vers le nord (près du camping mentionné), entre Bourbourg et Looberghe, puis entre Bourbourg et Brouckerque jusqu'à Coppenaxfort. 

## Histoire

### Depuis la construction du canal
De 1906 aux environs de 1950 s'élevait le long de la rivière[Où ?] le moulin du Vliet, un moulin à vent construit par le meunier Armand Schepper et qui fonctionna jusqu'à sa mort.

## Dénominations
Le mot vieux néerlandais vliet signifie watringue, mot local d'origine néerlandaise désignant un fossé destiné au drainage des zones marécageuses (racine : le mot néerlandais water, « eau »). 
Dans Flandria Illustrata, Antoine Sandérus nomme ce cours d'eau « Oude Maerdÿck »[pas clair]. 
Il figure sur nombre de cartes anciennes sous le nom de « Rietvliet » (« watringue de roseaux[pas clair] »).

## La légende du Snouck

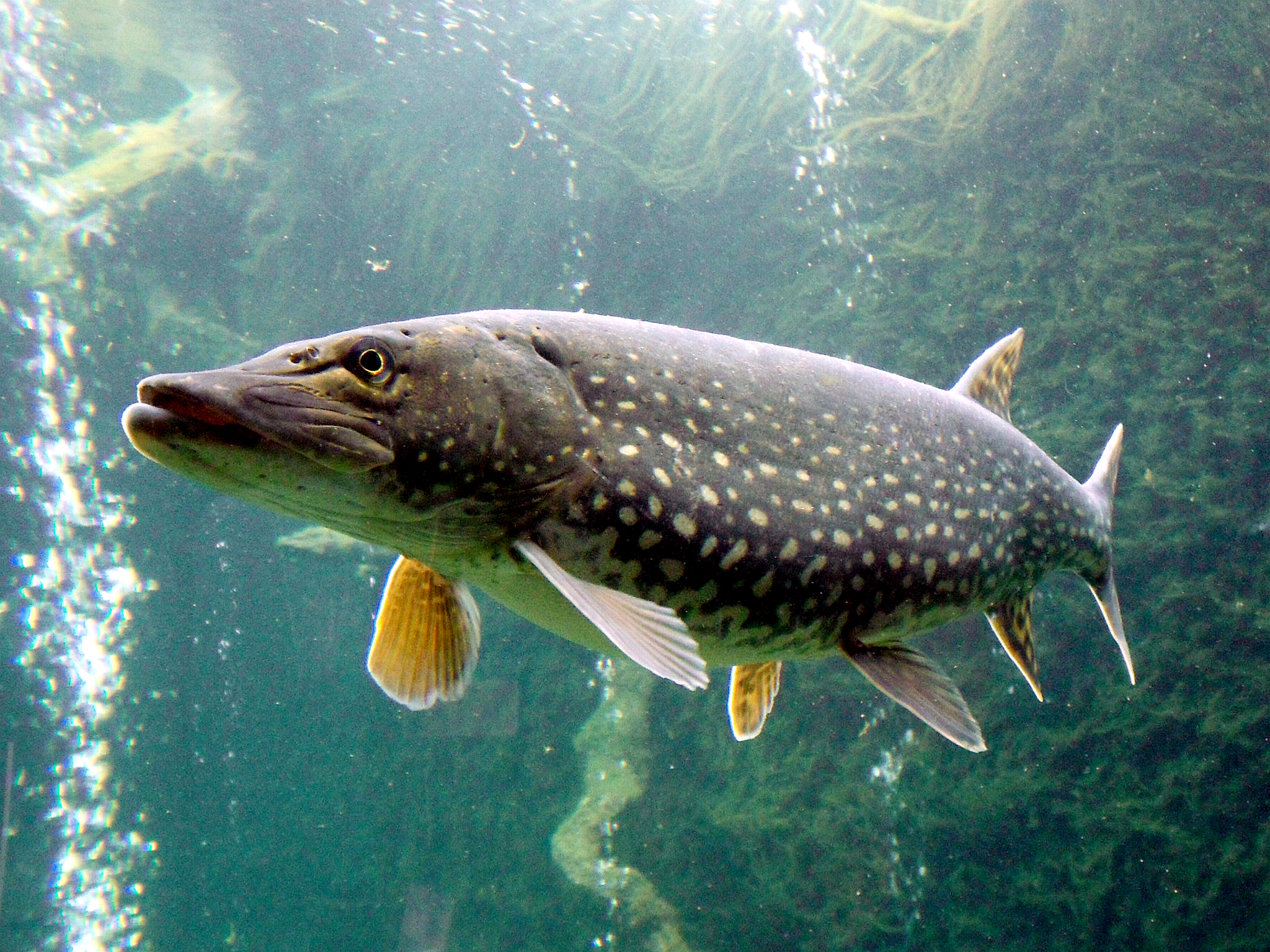
Un brochet.

Selon une légende locale,,, le Vliet hébergerait un monstre appelé « le Snouck ». Snouck est un mort flamand qui signifie « brochet ». Dans la légende, le Snouck est un énorme brochet vivant dans le Langhe Gracht (« long canal ») de Brouckerque, devant l'école. Les écoliers le persécutent régulièrement. Un jour, il dévore plusieurs enfants. Les Brouckerquois cherchent alors à le tuer en asséchant le marais au moyen d'éclusettes, mais le Snouck réussit à remonter le Melk Dyck et à sauter par-dessus chaque éclusette afin se réfugier dans le canal de la Haute Colme. Il vivrait encore de nos jours dans le Vliet[réf. nécessaire].
Un restaurant de Brouckerque porte le nom d'« Auberge du Snouck ».